# 徐明德
徐明德（1916年—2007年），男，河南新县人，中华人民共和国军事人物，中国人民解放军少将，曾任中国人民解放军海军副参谋长。